# José Antonio Dosset Monzón
José Antonio Dosset Monzón  (Híjar, 1857 - Zaragoza, 1914) fue un farmacéutico y naturalista aragonés.
Regentaba la farmacia de la calle Mayor de Zaragoza y tuvo un papel importante durante la epidemia de cólera de 1885. Fue sucedido por Manuel Clemente Cid.  
Fue socio fundador del Colegio Farmacéutico, académico de la Real Academia de Medicina y Cirugía y de la Real Academia de Ciencias Exactas, Físicas y Naturales. También fue representante en España del Instituto Pasteur de París.
Promovió el proyecto de los pantanos de Escuriza y Cueva Foradada con objeto de favorecer el desarrollo del Bajo Martín, aún a costa de causar el abandono de Arcaine y el Alto Martín.
Completó los estudios botánicos de Loscos y Aínsa estudiando las diatomeas. Su trabajo fue alabado por Ramón y Cajal, Moneva y Puyol y otros intelectuales de la época. También destacó como aficionado a la fotografía.
El Instituto de Estudios Turolenses (IET) Adquirió el archivo fotográfico de José Antonio Dosset, con 559 imágenes fechadas entre 1880 y 1910. La mayor parte de las fotografías están tomadas en su localidad natal, Híjar, aunque también aparecen otros municipios e incluso la capital aragonesa. El IET trabajará ahora para clasificar las imágenes, que en el futuro se podrían mostrar no sólo en el Museo Provincial, sino también en algunas localidades.

## Obras
- Datos para la sinopsis de las diatomeas de Aragón (Imp. Ramón Miedes, Zaragoza, 1888).
- Importancia de la micrografía en la Farmacia (Tip. La Derecha, Zaragoza, 1894).
- Sobre una fuente próxima a Val de Nuez (Teruel) con sedimentos de alúmina gelatinosa (Bol. Soc. Esp. Hist. Nat., p. 248, Madrid, 1901).

- Datos: Q13049235